# Stecker-Typ H

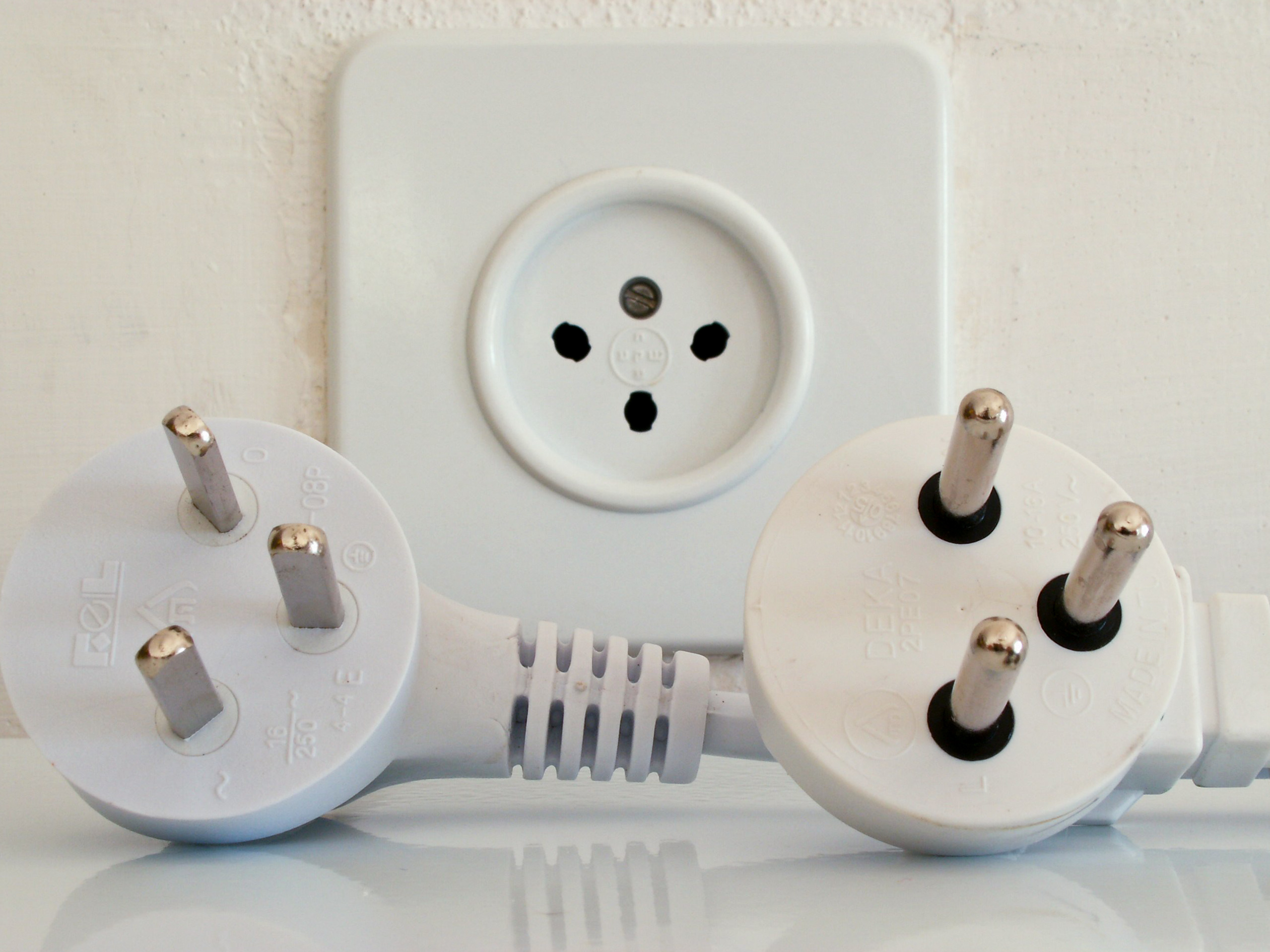
Zwei israelische Stecker und eine Steckdose. Der linke Stecker ist der alte Standard, der rechte ist die Überarbeitung von 1989 mit Rundstiften.

Der Stecker-Typ H, in SI 32 spezifiziert, ist nur in Israel und den Palästinensischen Autonomiegebieten zu finden und mit allen anderen Steckersystemen inkompatibel. Er hat zwei flache Pins wie der Stecker vom Typ B, allerdings in V-Form anstatt parallel. Zugelassen für maximal 16 A (Ampere), hat er auch einen Schutzleiter-Pin (Erdung).

## Entwicklung
Die Steckdosen werden in der Praxis mit Erweiterungen in der Mitte der V-förmigen Öffnungen hergestellt, wodurch auch Euroflachstecker (Typ C) (wie sie in fast ganz Europa verwendet werden) in Typ-H-Steckdosen passen.
Im Jahre 1989 wurde der israelische Standard SI 32 überarbeitet und es werden seitdem Steckverbinder mit drei runden Stiften des Durchmessers 4,4 mm an denselben Positionen wie im älteren Standard definiert verwendet.
Steckdosen werden seitdem so hergestellt, dass diese beide Versionen von Steckern, sowohl mit flachen als auch mit runden Stiften, aufnehmen. Seit dem Jahre 2006 werden reine israelische Steckdosen für drei flache Stifte nicht mehr hergestellt und sind nur noch sehr selten in Israel anzutreffen.
Die Steckdosen des Typs H sind kompatibel zum Eurostecker. In manche Steckdosen der überarbeiteten Version lassen sich auch die u. a. in Deutschland üblichen Schukostecker (Typ F) pressen (Stiftdurchmesser 4,8 mm), jedoch ist der Schutzkontakt dann nicht verbunden. Dadurch entsteht für den Nutzer Lebensgefahr bei Körperschluss.

## Übereinstimmung mit dem HNA-Standard
Die ältere Variante der israelischen Steckdose, also jene mit den Flachstiften, entspricht bis auf 0,1 mm Unterschied der deutschen HNA Haushaltssteckdose aus den 1920ern. Real sind die beiden Standards kompatibel, da beide Stecker problemlos in beide Steckdosen passen. Der israelische Standard ist erst in den 1940ern eingeführt worden. Deshalb gibt es die Vermutung, dass es sich historisch eigentlich um eine Kopie des HNA-Standards handelt.